# Acoperire (termen militar)

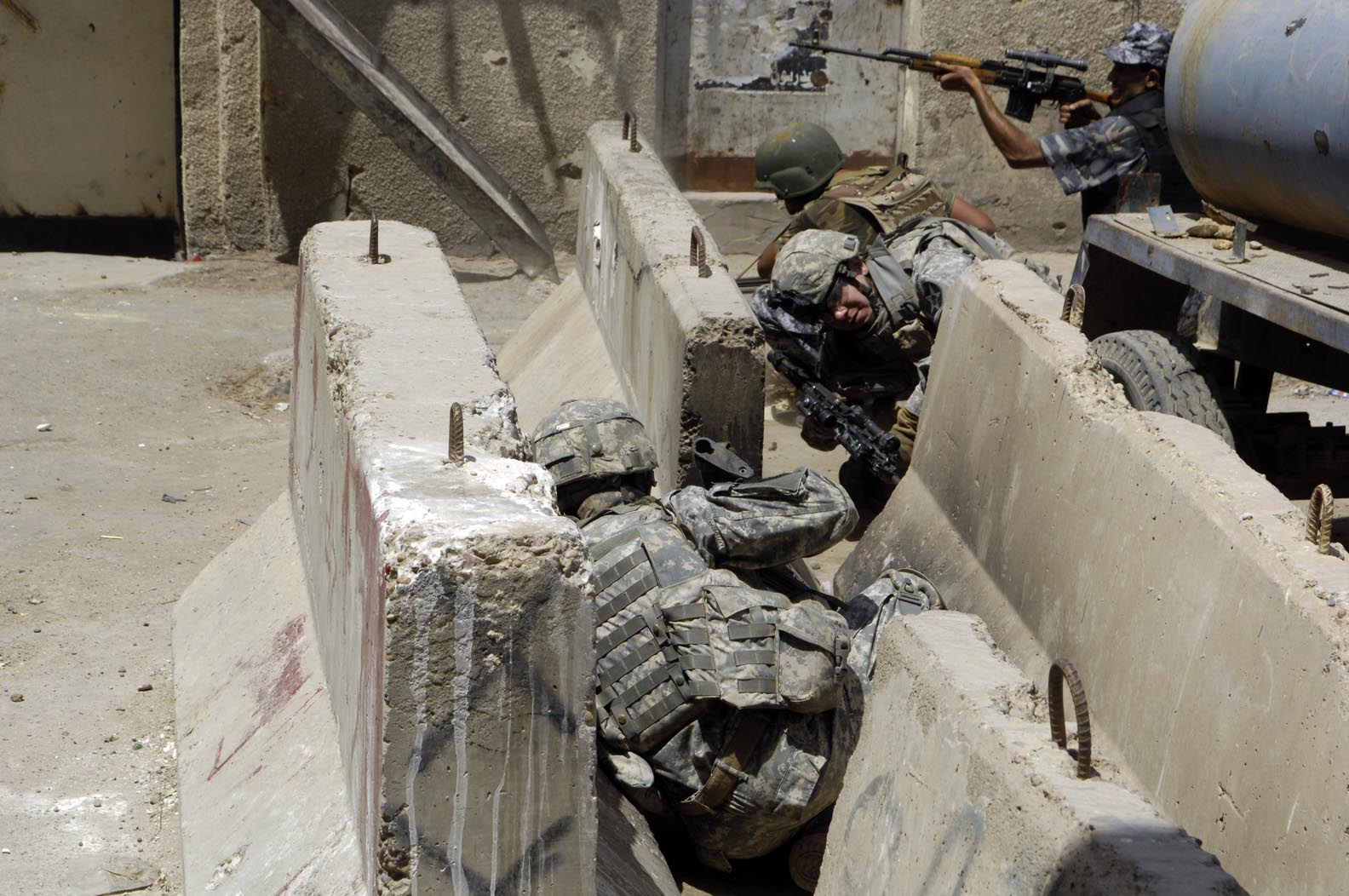
Soldații caută acoperire în spatele barierelor de beton

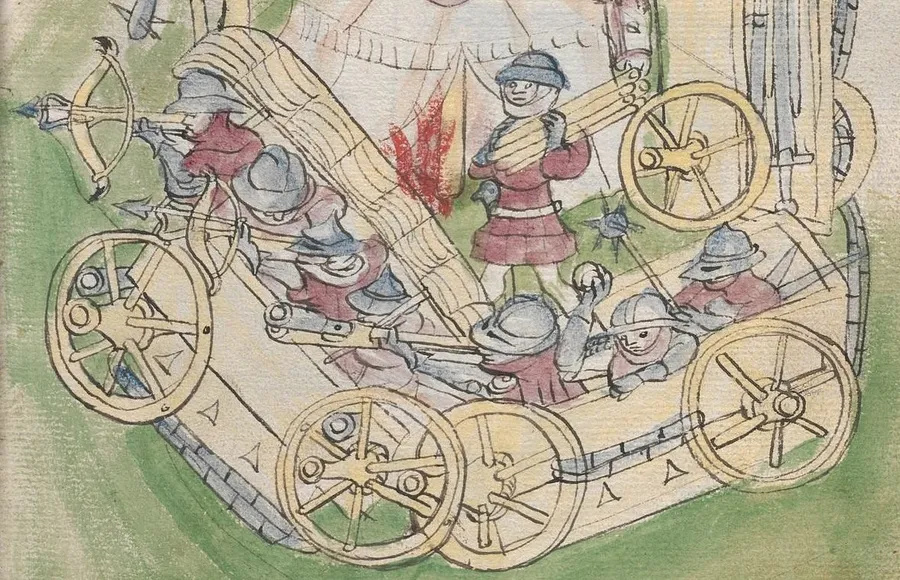
Acoperire medievală

Acoperirea, în sens militar, desemnează ansamblul de măsuri menite să protejeze personalul, tehnica și obiectivele împotriva observării, focului direct sau altor efecte ale acțiunilor inamicului (precum bombardamente sau lovituri directe).
Acoperirea este oferită de o formă de relief (de exemplu, o stâncă, un zid, un copac), un obiect (de exemplu, un vehicul) sau de o construcție special creată în acest scop, cum ar fi un foișor de vânătoare, o plasă de camuflaj, un tranșeu, o groapă de tragere sau un buncăr.
La începutul Războiului Rece, sloganul unei instruiri pentru protecția civilă era „Duck and cover” („Ghemuiește-te și acoperă-te”); această instruire descria măsuri utile în cazul unei explozii nucleare la distanță. În anii următori, Duck and cover a fost criticată, întrucât măsurile prezentate (adăpostirea și acoperirea cu un obiect) ar fi putut crea populației iluzia că un război nuclear ar putea fi supraviețuit.

## Tipuri de acoperire
Acoperirea poate sprijini mobilizarea, manevrarea și protejarea dispozitivelor operative, precum și acțiuni de apărare strategică terestră, aeriană și maritimă. În general, soldații încearcă să se adăpostească în acoperire parțială în timpul unui conflict. În acest context se aplică principiul eficiența înaintea protecției, adică soldatul se adăpostește doar atât cât îi permite să continue acțiunea cu arma. Acoperirea completă este atunci când capacitatea de a acționa este sacrificată în favoarea protecției.
Acoperirea aeriană constă în dispunerea de avioane de luptă deasupra unei zone sau forțe, în scopul respingerii unui atac aerian inamic.
În sens extins, acoperirea poate desemna măsuri de protejare a informațiilor, operațiunilor sau personalului împotriva scurgerilor sau supravegherii inamice.